# Supersport United FC
Supersport United FC is een Zuid-Afrikaanse voetbalclub uit de hoofdstad Pretoria. De club werd in 1985 opgericht als Pretoria City FC en nam tien jaar later de huidige naam aan.
Deze club had nauwe banden met Feyenoord.
Tussen 2002 en 2005 kende de club een sterke periode toen vier keer op rij in de top vier geëindigd werd. In 2005 werd ook nog eens de beker gewonnen. Later werd de club driemaal op rij landskampioen (2008-2010) onder trainer Gavin Hunt.

## Erelijst
- Premier Soccer League (3)

2008, 2009, 2010
- Beker van Zuid-Afrika (5)

1999, 2005, 2011/12, 2015/16, 2016/17
- Telkom Knockout (1)

2014
- MTN 8 (3)

2004, 2017, 2019

## Bekende (oud-)spelers
- James Chamanga
- Kermit Erasmus
- Rowen Fernandez
- Bradley Grobler
- Morgan Gould
- Kamohelo Mokotjo
- Fikru Tefera

## Trainer-coaches
- Lefter Küçükandonyadis (1966)
- Pitso Mosimane (2001–2007)
- Gavin Hunt (2007–2013)
- Cavin Johnson (2013–2014)
- Kaitano Tembo (2014)
- Gordon Igesund (2014–)